# ماهر عباس
ماهر عارف عباس (من مواليد 22 أبريل 1966) هو رياضي سابق، مثل لبنان في الألعاب الأولمبية الصيفية لعام 1988 في سباق 800 متر للرجال.

## روابط خارجية
- ماهر عباس على موقع الاتحاد الدولي لألعاب القوى (الإنجليزية)
- ماهر عباس على موقع أوليمبيديا (الإنجليزية)